# Belisana benjamini
Belisana benjamini es una especie de arañas araneomorfas de la familia Pholcidae.

## Distribución geográfica
Es endémica de Sri Lanka.